# Massacre on 34th Street
O Massacre on 34th Street foi um evento pay-per-view produzido pela Extreme Championship Wrestling. Ocorreu no dia 3 de dezembro de 2000 no Hammerstein Ballroom na cidade de New York, New York.

## Resultados
| #    | Lutas | Estipulação     | Tempo |
| ---- | --- | --------------- | ----- |
| Dark | New Jack derrotou Angel. | Singles match   | N/A   |
| Dark | H.C. Loc derrotou Danny Daniels. | Singles match   | N/A   |
| 1    | Christian York e Joey Matthews derrotaram Simon Diamond e Swinger.                                                                          | Tag team match  | 05:38 |
| 2    | EZ Money (com Chris Hamrick e Julio Dinero) derrotou Balls Mahoney.                                                                         | Singles match   | 07:52 |
| 3    | Nova (com Balls Mahoney) derrotou Julio Dinero (com Chris Hamrick, EZ Money e Elektra).                                                     | Singles match   | 05:57 |
| 4    | Danny Doring e Amish Roadkill derrotaram The F.B.I. (Little Guido e Tony Mamaluke) (c). Para vencerem o ECW Tag Team Championship.          | Tag team match  | 09:01 |
| 5    | C.W. Anderson derrotou Tommy Dreamer. | Singles match   | 16:47 |
| 6    | Rhino (c) derrotou Spike Dudley. Para manter o ECW World Television Championship.                                                           | Singles match   | 09:51 |
| 7    | The Unholy Alliance (Yoshihiro Tajiri e Mikey Whipwreck) (com The Sinister Minister) derrotaram Super Crazy e Kid Kash.                     | Tag team match  | 18:24 |
| 8    | Steve Corino (c) (com Jack Victory) derrotou Jerry Lynn e Justin Credible (com Francine). Para manter o ECW World Heavyweight Championship. | Three-Way Dance | 22:51 |